# Aegapheles antillensis
Aegapheles antillensis är en kräftdjursart som först beskrevs av Schioedte och Frederik Vilhelm August Meinert 1879.  Aegapheles antillensis ingår i släktet Aegapheles och familjen Aegidae.
Artens utbredningsområde är Karibiska havet. Inga underarter finns listade i Catalogue of Life.